# Büyük Menderes
A Büyük Menderes (görög: Μαίανδρος, Maiandrosz vagy Nagy-Maiandrosz, latinul Maeander vagy Meander) délnyugat-törökországi folyó. Törökország középső részében ered, Dinar közelében, és nyugati irányba haladva az Égei-tengerbe ömlik az ókori ión város, Milétosz közelében, Akkoy településnél. Átlagos esése 2,309 méter kilométerenként.
Kanyargós medréről híres, amely a folyó nevét nemzetközi szóvá tette. (A magyarban és más nyelvekben is a meander szó folyókanyarulatot jelent.) A folyó tekergős útja a forrástól Güney településig a szűk hegyszorost követi. Innen a torkolatig az Aydin-hegység déli lábait követi, egy már teljesen feltöltött völgyben húzódik, itt alakultak ki a Tisza alsó szakaszára is jellemző meanderek.
A Büyük Menderes Nyugat-Anatólia legnagyobb folyója. A Menderes-medencében halad, ezen a vidéken az öntözés fő forrása. Hossza 548 kilométer, és Törökország egyik legtermékenyebb területén folyik át. Afyonkarahisar tartomány Dinar körzetében ered, Suçıkan Mevkii közelében. Vize itt még tiszta, az alsóbb szakaszokon már nagy mennyiségű háztartási, ipari és mezőgazdasági hulladékot szállít. Denizli tartományt elérve a völgy kiszélesedik, és a széles síkságon intenzív mezőgazdasági termelésben gyapotot, zöldségféléket és gyümölcsöket termelnek vize felhasználásával. Az itt lévő települések és ipari létesítmények szennyvizei többnyire tisztítás nélkül kerülnek a folyóba.

## Az ókorban
Az ókor fontos vízfolyása. Forrása a phrügiai Kelainai (latinul: Calaenae) közelében van, torkolata Milétosznál. Ezek között Apameia Kibotosz, Laodikeia (latinul: Laodiceia) (ez a Lükosz nevű mellékfolyó völgyében), Thrallész (latinul: Tralleis), Müosz (latinul: Myus) és Hérakleia településeket érintette. Milétosz valójában nem a folyó torkolatában volt, hanem a torkolat öblének túlfelén, de mára az öblöt feltöltötte a folyó hordaléka.
Bal oldali mellékfolyója a Harpaszosz, amelynek közelében Kibüra város volt.
A folyó történetének első ismert szakasza a Hettita Birodalom nyugati terjeszkedésének kora, amikor Arzava területéhez tartozott. A későbbiekben a formálódó görögség egy önálló városkirályságot (Millavanda) hozott létre, amely kiterjedt háborúkat folytatott a hettiták szövetségeseként és ellenségeként egyaránt. II. Muvatallisz hettita király idején függetlenné vált és királya, Pijamaradu egészen Lükiáig birtokba vette a térséget, sőt még Alaszijával is hadakozott.
A település a függetlenségét végül Lüdiával szemben vesztette el. Millavanda Milétosz lett. A klasszikus ókorban a folyó mentén több település ismert.

A Maiandrosz öblének feltöltődése